# Vegetationsökologie
Die Vegetationsökologie oder Pflanzensoziologie ist ein Teilgebiet der Pflanzenökologie. Sie untersucht die Beziehungen innerhalb und zwischen Pflanzengesellschaften (auch historisch) sowie die Abhängigkeit der Vegetation vom Standort oder auch der menschlichen Nutzung. Da die Zusammensetzung der Pflanzendecke als Indikator für den Umweltzustand eines Areals gelten kann, ist sie von zentraler Bedeutung für ökologische Bewertungen. Eine wesentliche Methode der Vegetationsökologie ist die Rasterkartierung.